# 爱莉安娜·格兰德
爱莉安娜·格兰德-布特拉 （英語：Ariana Grande-Butera，/ˌɑːriːˈɑːnə ˈɡrɑːndeɪ/；1993年6月26日—），美国女歌手、词曲作家和演员。她的音乐作品大部分基于其个人经历，一直是媒体广泛关注的话题；她以跨越四个八度音阶的音域获得广泛赞誉。她在整个职业生涯中获得了无数荣誉，包括两项格莱美奖、一项全英音乐奖、两项《公告牌》音乐奖、三项全美音乐奖、九项MTV音乐视频大奖，以及27项吉尼斯世界纪录。
格兰德15岁时在2008年的百老汇音乐剧《13》中开始她的音乐生涯。她因在尼克儿童频道的电视连续剧《胜利之歌》（2010年至2013年）及其衍生剧《萨姆和卡特》（2013年至2014年）中饰演角色凯特·瓦伦廷而成名。2011年，在唱片公司高管发现她在YouTube上翻唱歌曲的影片后，格兰德与Republic唱片签约。她的首张专辑《挚爱》（2013年）为流行和节奏布鲁斯风格，并深受1950年代嘟·喔普影响，专辑在美国《公告牌》二百强专辑榜中夺得榜首，主打歌〈爱你的方式〉进入了美国《公告牌》百强单曲榜的前十名。格兰德在这张专辑中的声音和哨音激起了与玛丽亚·凯莉的比较。
她在第二和第三张录音室专辑《我的全部》（2014年）和《危险女人》（2016年）中继续探索流行和节奏布鲁斯风格。前者探索了电子舞曲风格，并凭借其单曲〈大麻烦〉、〈释放〉和〈砰砰〉取得了全球性成功；后者成为了她在英国专辑排行榜上连续四张冠军专辑中的第一张。个人的艰难经历影响了她充满陷阱风格的第四和第五张录音室专辑《甜味剂》（2018年）和《谢谢，下一位》（2019年），这两张专辑都取得了乐评和商业上的成功。《甜味剂》赢得了格莱美奖最佳流行音乐专辑，而《谢谢，下一位》打破了流行专辑一周内最高流媒体播放量的记录，并被提名为年度专辑。单曲〈謝謝，下一位〉、〈七枚鑽戒〉和〈分手吧，我无聊了〉使格兰德成为第一位同时占据百强单曲榜前三名的独唱艺人和第一位在英国单曲排行榜上接棒夺冠成功的女性艺人。她在2020年与贾斯汀·比伯合作的〈Stuck with U〉和与嘎嘎小姐合作的〈让雨降临〉使她打破了在百强单曲榜上空降夺冠最多的记录，后者还赢得了格莱美奖最佳流行双人/团体表演。格兰德节奏布鲁斯风格的第六张录音室专辑《性感到位》（2020年）及其主打歌在英国和美国都空降榜首。2021年，格兰德在威肯的〈Save Your Tears〉的混音版中献唱，并因此赢得了她的第六首美国冠军单曲。2021年11月，消息称格兰德将在音乐剧《女巫前传》改编的电影中出演葛琳達。2023年3月，格兰德在威肯的〈die for you〉的混音版中献唱，并获得了她第七首美国冠军歌曲。
格兰德常被视为流行偶像，她是世界上最畅销的音乐艺人之一，她的唱片销量超过8,500万张，她的所有录音室专辑都获得了白金或更高等级的认证。在她的《公告牌》榜单记录中，她获得过七首冠军单曲，她是第一位也是唯一一位有五个空降冠军的艺人，并在一年的时间里获得三次空降夺冠的，此外她每张录音室专辑的主打歌都能进入前十名。自〈謝謝，下一位〉到〈性感到位〉，她以此成为第一位有前五首单曲空降夺冠的艺术家。到目前为止，格兰德已经积累了980亿次流媒体播放量，是有史以来流媒体播放量最高的女艺人。她也是Spotify和Apple Music上播放量最高的女性艺人，Spotify上获得最高关注量的女性艺人之一，以及YouTube上获得最多订阅的女性艺人之一。格兰德数次入选《时代》的世界上最具影响力一百人榜单（2016年和2019年）和《福布斯》世界百大名人权力榜（2019-2020年），她被《公告牌》评为年度女性（2018年）、2019年最伟大的流行音乐明星，以及2010年代最成功的艺人。除了音乐之外，格兰德倡导动物权利、妇女赋权和性别、种族和LGBT平等。她在2019年成为Instagram上关注量最高的女性，此外，她还涉足化妆品和时尚行业。

## 早年生活及職業生涯

### 1993年-2008年：早年生活
亞莉安娜·格蘭德出生于美国佛罗里达州博卡拉顿的一个富裕家庭，有意大利血统，包括一半阿布鲁佐血统和一半西西里岛血统。父亲名叫爱德华·布特拉（Edward Butera），是一位图像设计師
；母亲名叫乔恩·格兰德（Joan Grande），是Hose-McCann音讯设备公司的首席执行官。她有一个名叫弗兰克·詹姆斯·格兰德（Frank James Grande）的同母異父哥哥（全名Frank James Michael Grande Marchione，生父為Victor Marchione），是一名舞台劇／音樂劇演员和舞者，昵称弗兰基（Frankie），是爱莉安娜替哥哥取的。爱莉安娜在出生地长大，就读过当地的儿童公众剧院和北百老汇预校。
据哥哥弗兰克在《老大哥》第16季中介绍，其家族姓氏本读成类似“grand”的音，移居美国后取了稍有变化的类似“grandi”发音的姓氏。弗兰克觉得不好听，就自己改成了发“granday”音的姓氏“grande”。其余家人也先后效仿了弗兰克。
值得一提的是，虽然人们爱用《胜利之歌》中的昵稱叫她“猫”（Cat），而她正好出生在名字意为“小鼠之嘴”（“博卡拉顿”在西班牙语中的本意）的城市。

### 2008年-2012年：事业起步及演員時期
2008年，亞莉安娜出演了百老汇音乐剧《13》，并因此赢得了国家少年剧院协会奖(National Youth Theatre Association Award)。为方便出演此剧，她离开了自己的高中，但仍保留有学籍。学校有寄给她一些材料，使得她可以继续在指导下自学课程。后来她参与了德斯蒙德·切尔德 (Desmond Child)主创的音乐剧《自由古巴》（“自由古巴 (雞尾酒)”也是一种饮料的名字），出演了米丽娅姆 (Miriam)这一角色。

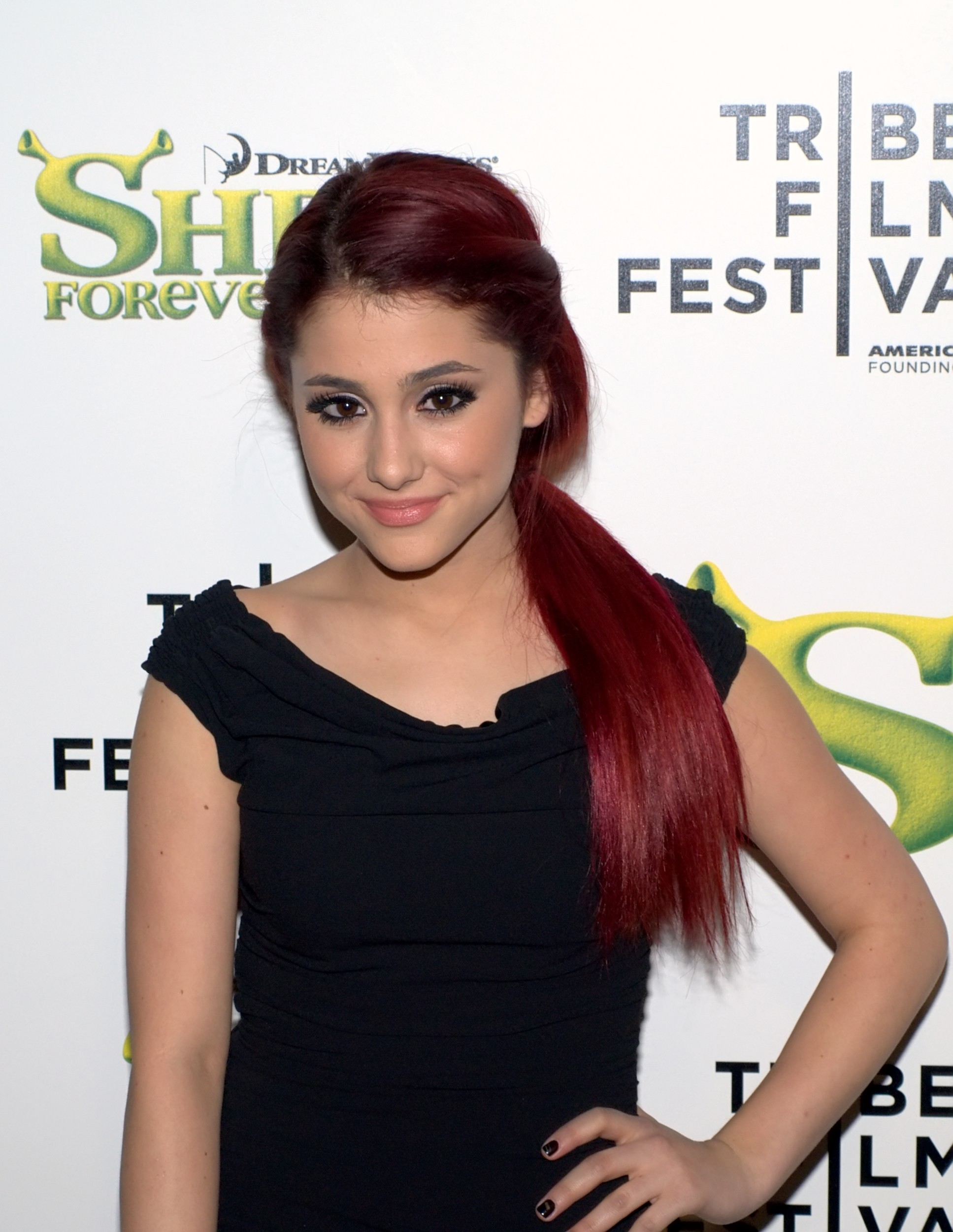
亞莉安娜出席2010年翠貝卡電影節。

亞莉安娜在2010年3月于尼克国际儿童频道开播的剧集《胜利之歌》中饰演了卡特里娜·瓦伦提娜(Caterina Valentine)，昵称为“卡特/小猫”(Cat)。"Cat Valentine"这个名字的字面含义是“强健的猫咪”。亞莉安娜曾以封面女郎的形式登上过2011年8月的《梦想杂志》(Dream Magazine)。2011年，她为动画片《魔法俏佳人》中的角色蒂雅丝波公主配音。2012年12月13-23日，她与查伦·蒂尔顿(Charlene Tilton)、尼尔·帕特里克·哈里斯（Neil Patrick Harris）等人一同出演了在帕萨迪娜剧院（Pasadena Playhouse）上演的哑剧《圣诞节的白雪公主》。
2011年8月，《胜利之歌》停播。亞莉安娜表示自己不希望看到此剧的完结。尼克频道在次年8月3日宣布将由《胜利之歌》和《爱卡莉》的共同制作人丹·施内德（Dan Schneider）推出这2部已完结剧集的联合衍生剧《萨姆和卡特》。亞莉安娜将继续饰演《胜利之歌》中的卡特，而《爱卡莉》中由詹妮特·麦柯迪饰演的萨姆·帕凯特成为她的新伙伴。亞莉安娜虽因出演该剧获得了尼克频道的儿童选择奖，但该剧未能推出第2季。

### 2013年-2014年：踏入樂壇及《挚爱》
2013年3月26日)亞莉安娜发售了与匹兹堡饶舌歌手麥克·米勒合作的歌曲《方式》("The Way")，后收录于她的第一张专辑中。《方式》在2日内卖出了12万份，且在首周的销量累计达到了219,000份。该专辑中还收录了《宝贝，我...》("Baby I")和与底特律说唱艺人大肖恩合作的单曲《就在那里》("Right There")。

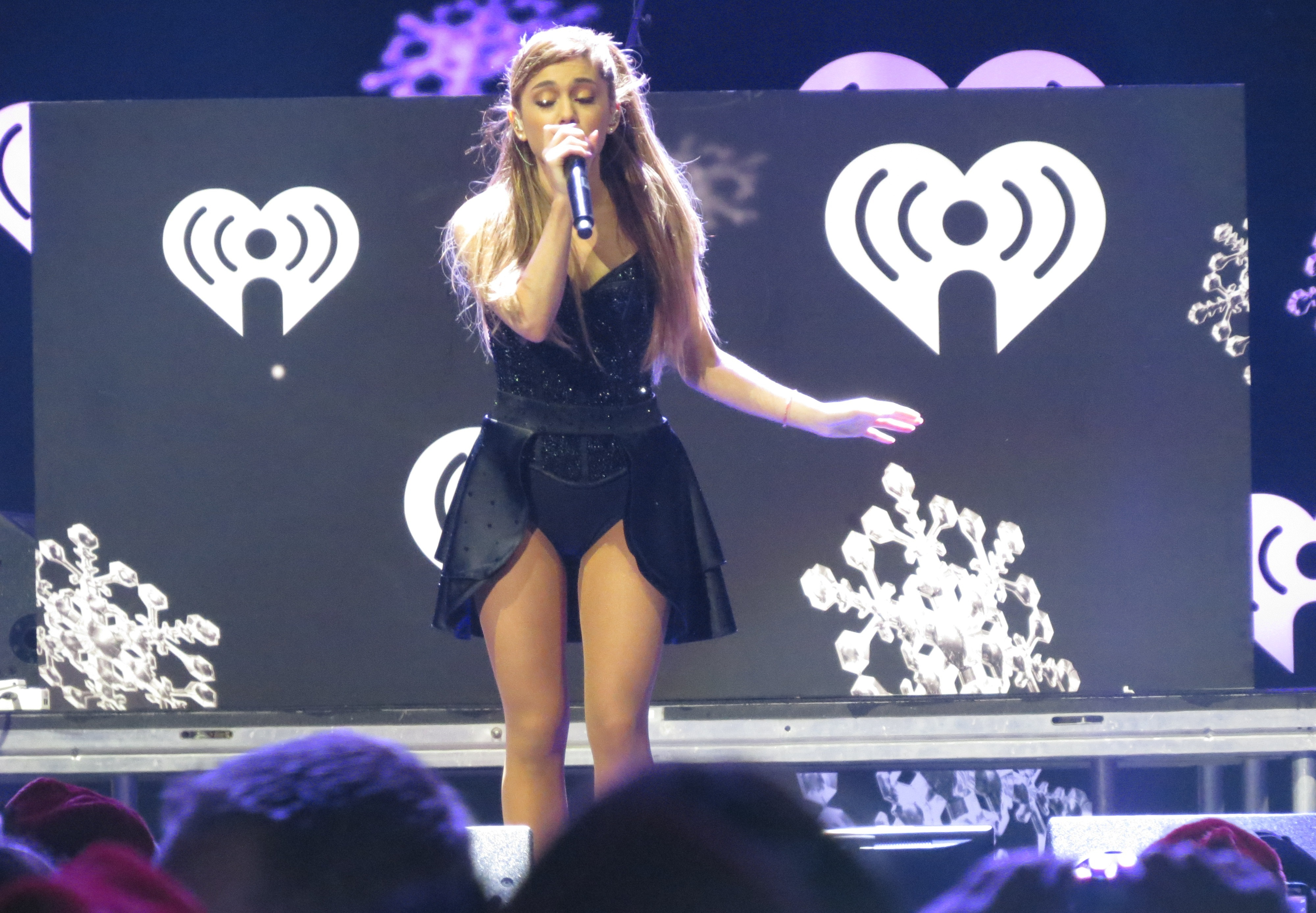
2013年12月，亞莉安娜出席佛罗里达州坦帕的聖誕歡樂音樂會（Jingle Ball Concerts）

专辑《挚爱》（Yours Truly）共用3年时间制作完成。在制作过程中，制作理念和演唱方式都发生了不小的改动。格兰德早在2010年8月便开始了专辑的制作，但那时她还在忙着拍摄《胜利之歌》。直到2011年8月10日，她与聯眾唱片公司正式签约后，制作进度才明显加快。同年9月，她已经准备了20首歌曲，并决定将专辑中的收录曲目压缩至13首。第一首歌曲《捧起你的心》("Put Your Hearts Up")于2011年12月12日公布，属于泡泡糖流行乐风格。这首歌是面向青少年听众的，因为亞莉安娜当时因出演《胜利之歌》在青少年中拥有了一定的人气，所以他们也是定位的核心听众。在2012年6月接受的一次采访中，亞莉安娜说专辑里的一切元素都是受“五六十年代doo-wop的影响而创作的”，而且会有2首歌在专辑正式发售前提前发售。
2013年，亞莉安娜向唱片公司表达了自己对专辑制作方向定位的不满。在13年的几次采访中，她都提到了自己完全不喜欢首单《捧起你的心》，也表示对那种风格的音乐没有兴趣。她表示虽然自己目前在《萨姆和卡特》中饰演的是一名小孩，但希望今后所唱歌曲的内容能更多地体现出她性格成熟的一面。她表示自己想要制作那种陪伴她长大的音乐，也就是带有那种“90年代都市流行风”("urban pop, 90s music")的歌曲。专辑名本来定为“白日幻想”(Daydreamin)，计划于2013年8月发售。后来才改为现在的名称。
2013年6月，亞莉安娜终于完成了她的首张录音室专辑《挚爱》。专辑于9月1日在美国发售，9月2日在英国发售。《挚爱》在发售后的首周内卖出了138,000份，登上过告示板200强首位。（有的中文转载报道写的数量是13万5千）这使她成为了自凱莎以来，第15位首张专辑直冲告示板榜首的女歌手。专辑的风格受到了许多艺人的影响，包括艾米·怀恩豪斯、克里斯蒂娜·阿奎莱拉、玛丽亚·凯莉和惠特妮·休斯顿等。亞莉安娜说这张专辑一半是对90年代節奏藍調风的“回归”(throwback)，而另一半则是“完全由我自己原创的特色”。总的来说，她表示“所以有一半是回归，回归到那些非常熟悉的感觉，美好的感觉；另一半是我原创的，独具魅力，带有我喜爱的新鲜而美妙的感觉”。
2013年8月，她与詹妮特·麦柯迪还一同主演了根据戈登·科曼(Gordon Korman)小说《骗局》(Swindle)改编的同名电影《骗局》。8月，她登上杂志《Seventeen》的当月封面。格兰德在11月24日的2013年全美音乐奖颁奖现场献艺并获得了“美国年度音乐新秀奖”，且在当晚成为Twitter最热话题人物，被提及的次数达到了231,966次。她的热门单曲《方式》和《纹心》("Tattooed Heart")以及其宽广的音域受到了人们赞赏。
亞莉安娜曾在不少合唱团做过独唱艺人，也在纽约鸟岛(Birdland)俱乐部演唱过许多次。在佛罗里达美洲狮曲棍球队在福克斯电视台体育频道初登场时，亞莉安娜还为其献唱了美国国歌。亞莉安娜翻唱过玛丽亚·凯莉和惠特妮·休斯顿等明星的歌曲。

### 2014年-2015年：《我的全部》
2014年1月，亞莉安娜宣布自己已与瑞恩·泰德和贝尼·布兰科(Benny Blanco)合作，开始了第2张录音室专辑的录制。2014年3月，亞莉安娜参加了一场于白宫举办的音乐会，并在奥巴马和米歇尔·奥巴马等人面前献艺。这场音乐会旨在嘉奖那些白宫所称的“美国音乐的女领路者”，并甄选了不少歌唱女性奋斗和成就的歌曲。
2014年，亞莉安娜获得了音乐产业联合会颁发的“年度突破性艺人奖”。这个奖表彰了亞莉安娜在2013年取得的成绩，包括其首专《挚爱》登上过Billboard 200榜首，以及单曲《方式》挤入过前10强，并有2个白金唱片认证。不久后，亞莉安娜宣布她完成了第2张专辑的制作。第2张专辑的主打歌曲是与澳洲说唱艺人伊基·阿塞莉娅合作的《难题》("Problem")，于2014年4月27日在2014年电台迪斯尼音乐奖上首演。《难题》在发售后的第1周获得了438,000次的下载量，使她成为新曲发布后1周内下载量超过40万的最年轻女艺人。这首歌在Billboard Hot 100上位列第2），是她的第2首打入告示板前10位的歌曲，也被赞为史上最热首发女艺人合作歌曲，至今在Youtube上已突破1,000,000,000 點閱率。2014年6月28日，亞莉安娜宣布其第2张专辑将于2014年8月25日发售，取名为《我的所有》(My Everything)。主打歌<<我的所有>>是獻给当时已故但非常疼爱亞莉安娜的爺爺，每当亞莉安娜演唱时都因掛念爺爺而不禁落泪。亞莉安娜也提到了她与大肖恩合作的另一首歌曲《最佳错误》("Best Mistake")。

### 2016年-2017年：《危险尤物》

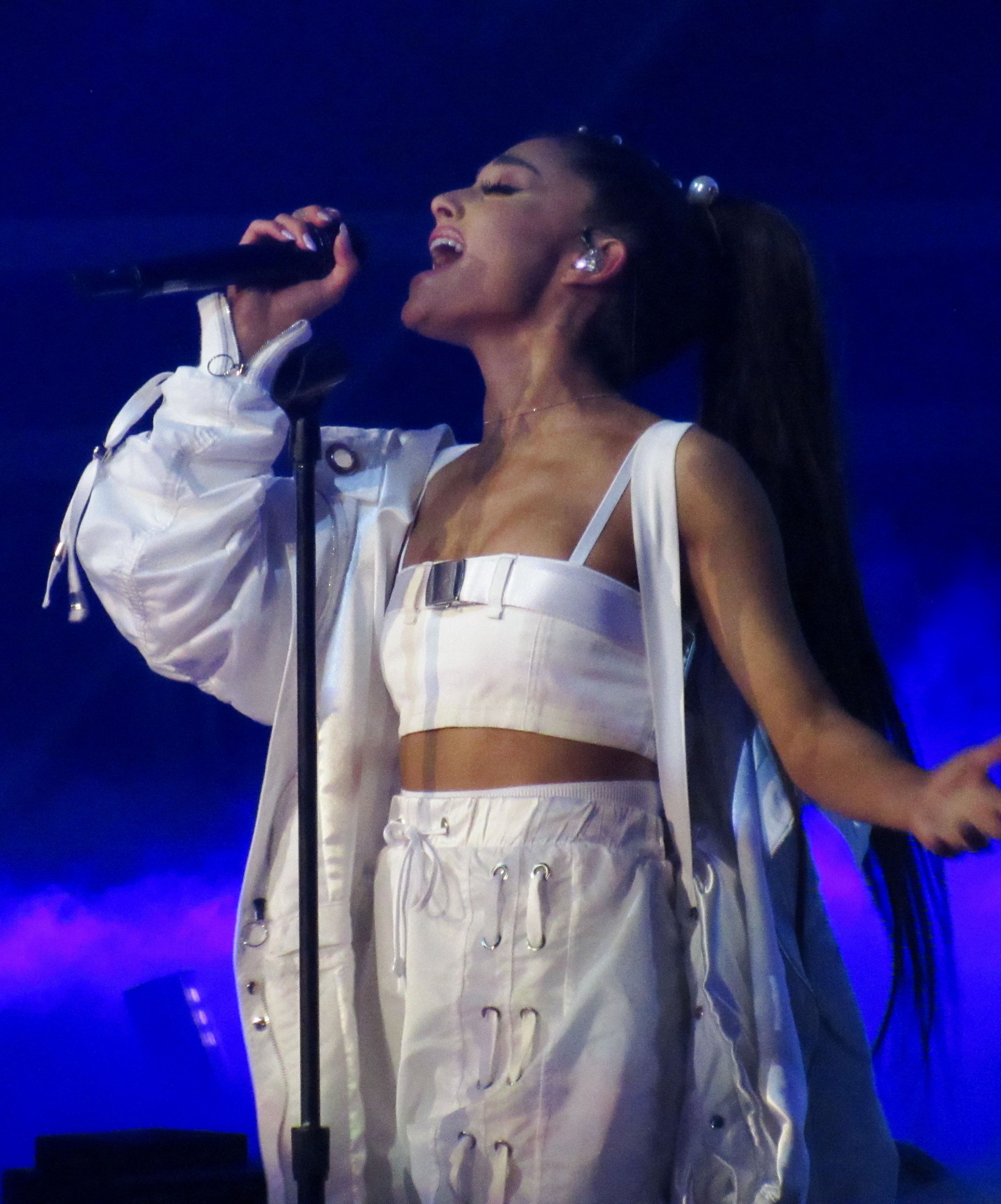
2017年，亞莉安娜在新罕布夏州曼徹斯特舉行的危險尤物巡迴演唱會上表演

2016年1月22日，亞莉安娜完成了第3張錄音室專輯《危險尤物》（Dangerous Woman）的製作。这张专辑最早的名称为“月光”（Moonlight）。2016年5月20日，專輯《危險尤物》由聯眾唱片發行。首周超過了70國iTunes排行冠軍,並在告示牌熱門榜接連寫下了兩首("Dangerous Woman" & "Side to Side")TOP10金曲佳績。专辑有妮琪·米娜、李爾·韋恩、梅西·格雷和未来小子参与合作演唱，得到了其歌迷的高度称赞。
2017年5月22日晚上十時半左右，亞莉安娜剛在英國曼徹斯特體育館舉行完畢“危险尤物巡迴演唱會”（Dangerous Woman Tour），離去的人潮中突然間傳出幾聲爆炸巨響，其後人群倉皇逃生，場面混亂。事件導致包括幼童在內共22人死亡，超過60人受傷。亞莉安娜没有马上忙着逃離，而是和在场的母亲等人一起为歌迷安全撤离提供帮助。亞莉安娜在推特公開對襲擊展露深切哀痛，並且基於安全考量，擱置緊接在歐洲部分地方的演出直至六月初。恐怖組織伊斯蘭國對此承認責任。亞莉安娜最終向罹難者家屬承諾支付所有喪禮費用，並重返曼徹斯特舉行演唱會“One Love Manchester”，為事件中的受害者籌款。經過恐攻事件后，其巡演的安檢設施大幅加强。例如禁止媒体采访，入场需经过金属探测器，不能带水瓶入场（水必须装进塑胶杯），只能带小型透明塑膠袋，瓶罐类一律禁止。
亞莉安娜在《危險女人》巡演中首次来到中国，香港與台湾演出，分别是8月26日的北京场（五棵松体育馆，或称“北京凯迪拉克中心”）、8月28日的上海场（梅赛德斯-奔驰文化中心或称“世博文化中心”）、8月30日的广州场（广州国际体育演艺中心）、9月19日的台灣台北場（台北小巨蛋）、9月21日的香港场（亚洲国际博览馆），主办方均为“Live Nation”。

### 2018年–2019年：《甜到翻》与《謝謝，下一位》
2016年，亞莉安娜开始与法瑞尔·威廉姆斯一同开始展开专辑的制作工作，但“曼彻斯特事件严重影响了该项目的预期”。2018年4月20日，爱莉安娜發行了即将发行的第四张錄音室專輯的首支單曲《淚已流乾》，並同時發佈了歌曲的音乐影片，歌曲空降《告示牌》百強單曲榜第三位，成為了亞莉安娜第九首進入該榜單前十的歌曲，也使得亞莉安娜成为了唯一一位每张专辑的首支单曲都进入该榜单前十的艺人。5月1日，她在《今夜秀》上表演了歌曲《淚已流乾》，并宣佈了专辑名为《甜到翻》。2018年6月20日，专辑开启了预购，并发行了饒舌歌手妮琪·米娜伴唱的歌曲《曙光来临》。2018年7月13日，专辑的第二支单曲《上帝是女人》发行，该单曲在《公告牌》百强单曲榜上最高达到第八名，成为了亞莉安娜第十支进入该榜单前十的歌曲。2018年7月13日，专辑发行，亞莉安娜随即在纽约、芝加哥、洛杉矶和伦敦开始了四场名为“The Sweetener Sessions”的专辑宣传演唱会，该专辑空降《公告牌》二百强专辑榜榜首，并获得了普遍的好评。
随后，亞莉安娜透露她将在2018年底前推出一张全新的录音室专辑。2018年10月，爱莉安娜在NBC节目《A Very Wicked Halloween》中演唱了音乐剧《Wicked》中的歌曲《The Wizard and I》。同月，BBC播出了特别演出《Ariana Grande at the BBC》，其中包含了爱莉安娜的采访和演出。此外，亞莉安娜还宣布《甜到翻世界巡回演唱会》将于2019年3月18日始于纽约州奥尔巴尼，北美的巡演将持续到6月。

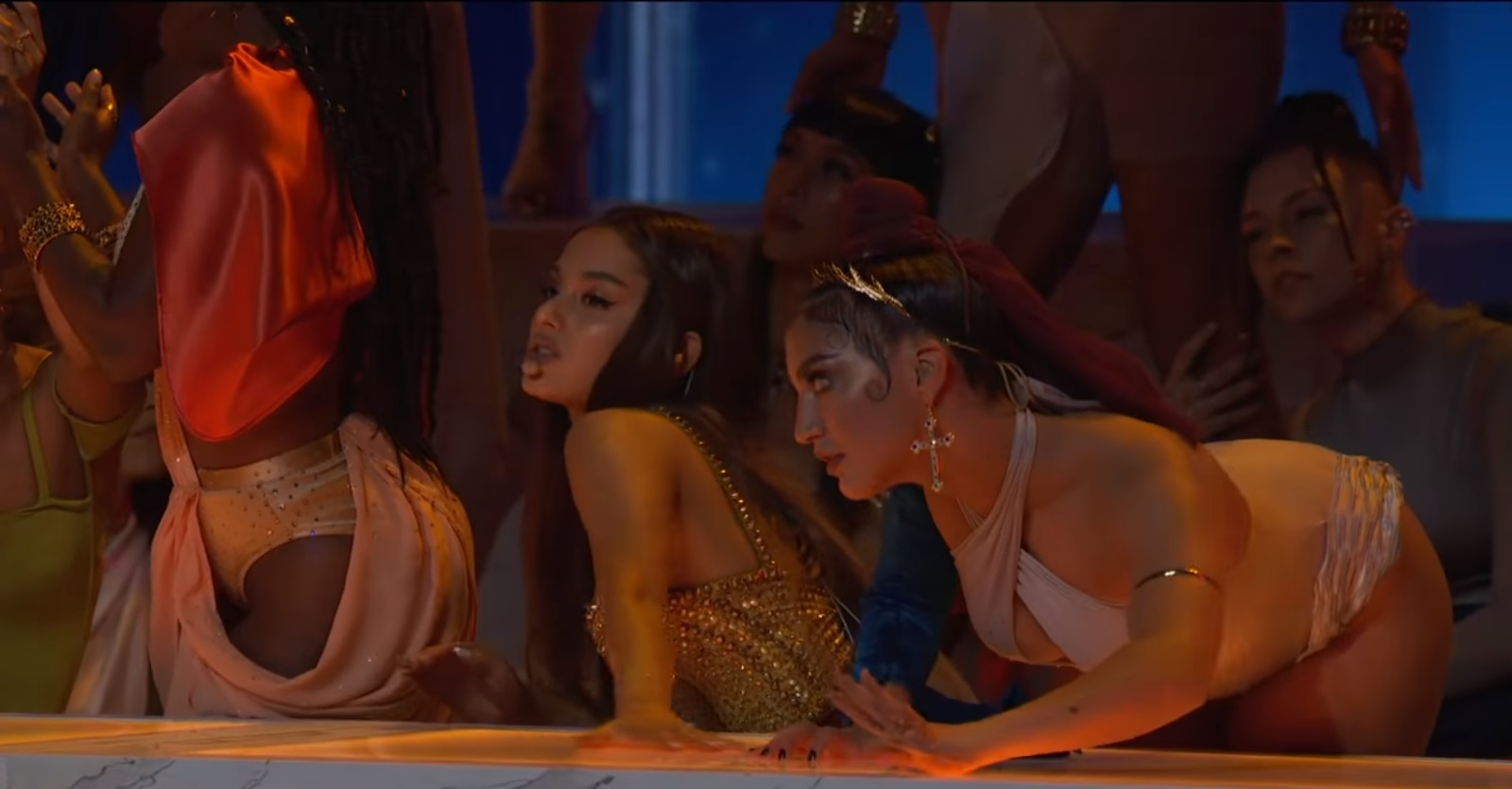
格兰德在2018年MTV音乐录影带大奖于纽约市表演《上帝是女人》。

2018年11月，格兰德发行了单曲〈謝謝，下一位〉，并宣布同名专辑即将发行。歌曲空降《公告牌》百强单曲榜冠军，并在该榜单不连续夺冠7周，成为格兰德在美国的第一张冠军单曲。歌曲的音乐视频打破了24小时内最多观看人次的音乐视频记录，并成为YouTube最快达成1亿观看人次的Vevo视频，但这些记录之后都被其他艺人打破。在Spotify，歌曲刷新了最快达到1亿播放的流媒体记录（11天），并成为24小时内播放次数最多（960万次）的由女性艺人演唱的歌曲，这一纪录之后被格兰德的另一首歌曲〈七枚鑽戒〉（1500万流媒体播放）打破。同月，格兰德与YouTube合作，发布了一个纪录片系列四部曲《爱莉安娜·格兰德：危险女人日记》。这部纪录片展示了危险女人巡回演唱会的台前幕后，包括在One Love Manchester演唱会的一些时刻。影片还追踪了她在巡演后的个人生活，并记录了《甜到翻》的制作过程。该纪录片系列于2018年11月29日发行。在当年年底，她成为Spotify播放次数最多的女艺人，也被列为《公告牌》音乐界中的女性。2019年1月，格兰德据称宣布将领衔科切拉音乐节，这使她成为最年轻的领衔者，以及唯四的女性领衔者之一。格兰德与许多客串嘉宾共同表演，包括超級男孩、吹牛老爹、妮琪·米娜和贾斯汀·比伯等。她的布景获得了评论的好评。
2019年1月18日，专辑的第二张单曲〈七枚鑽戒〉发行，并在同年2月2日空降《公告牌》百强单曲榜冠军，成为她在该榜单的第二支冠军单曲。这也让格兰德成为拥有空降冠军单曲最多的女人艺人之一，仅次于玛丽亚·凯莉（3首）和布蘭妮·斯皮爾斯（2首）。歌曲在冠军位置停留了不连续的8周，成为格兰德在该榜单表现最成功的歌曲，并成为全球最畅销单曲之一。专辑《謝謝，下一位》于2019年2月8日发行，并在《公告牌》二百强专辑榜空降冠军，在之后获得了评论的好评。专辑以3.07亿次点播量打破了美国流行专辑和女性专辑周流媒体播放量最多的记录。
格兰德在之后成为首个独占《公告牌》百强单曲榜前三位的艺人，她的第三支单曲〈和你女友分手，我無聊了〉空降榜单第二位，〈七枚鑽戒〉夺冠，〈謝謝，下一位〉位列第三位。这成为继披頭四樂隊1964年有五首歌曲占据首位以来首次出现这种情况。在英国， ，格兰德成为第二位同时占据第一和第二位的女性独唱艺人，也是第一位连续两次取代自己位居冠军的艺人。2019年2月，据报由于与制作人在颁奖典礼上的表演产生分歧，格兰德将不参加第61屆格萊美獎。在该届格莱美奖中，格兰德赢得了她人生中的第一个格莱美奖项，《甜到翻》赢得了最佳流行声乐专辑。同月，格兰德赢得了全英音樂獎国际女性独唱艺人奖。为宣传专辑《甜到翻》和《謝謝，下一位》，格兰德开启了她的第三次领衔巡演，甜到翻世界巡回演唱会。巡演于2019年3月18日开启。在2019年公告牌音乐奖，格兰德获得了9项提名，包括最佳艺人提名。最终她获得了两个奖项，包括《公告牌》榜单成就奖和最佳女艺人奖。格兰德在获奖中播放的表演是从甜到翻世界巡回演唱会中预录得来的。
2019年6月，格兰德宣布她将联合执行制作电影《神探俏嬌娃》的原声带。9月13日，与 麥莉·希拉和拉娜·德雷合作的歌曲〈Don't Call Me Angel〉作为原声带的首波单曲发行。歌曲之后在第24届卫星奖被提名为最佳原创歌曲。8月，与流行二人组Social House合作的单曲〈Boyfriend〉发行。格兰德参与创作的诺曼妮的出道个人单曲〈Motivation〉也在2019年8月16日发行。在2019年MTV音樂錄影帶大獎，格兰德获得了包括年度艺人在内的三项大奖。她总共获得了12项提名，其中〈謝謝，下一位〉被提名为年度音乐视频。格兰德也客串了歌手丽珠歌曲〈Good as Hell〉的混音版本，该版本于2019年10月25日发行。在当年年底，《告示牌》将格兰德评为2010年代出道的最有成就的女性艺人，而《新音乐快递》则将其评为十年内的代表性音乐艺人。她也成为十年内Spotify收听人数最多的女性艺人。此外，《福布斯》将其名列2019年世界百大名人權力榜第62位，而〈告示牌〉将她排为2019年最高收入的独唱音乐人。

### 2020年–2023年：《性感到位》
2020年1月，格兰德在2020年iHeartRadio音乐奖上获得多项提名，包括年度最佳女艺人奖。2020年5月8日，格兰德和贾斯汀·比伯合作，发行了歌曲〈Stuck with U〉，歌曲销售所得款项捐赠给2019冠状病毒病疫情的急救响应儿童基金会。这首歌曲登上了《公告牌》百强单曲榜冠军，成为格兰德的第三首冠军单曲。歌曲让格兰德和比伯两位艺人与玛丽亚·凯莉和德雷克并列成为《公告牌》百强单曲榜上空降冠军歌曲最多的艺人之列。格兰德还客串了Lady Gaga的歌曲〈讓雨降臨〉，这首歌曲是Gaga第六张录音室专辑《神彩》的第二支单曲。歌曲再次空降《公告牌》百强单曲榜冠军，成为格兰德的第四首冠军单曲，并帮助格兰德打破了该榜空降冠军歌曲数量最多艺人的纪录。歌曲还赢得了第63屆格萊美獎的最佳流行组合/团体表演奖。2020年，格兰德成为当年《福布斯》世界百大名人权力榜收入最高的女性，以7200万美元排名第17位。在2020年MTV音乐录影带大奖上，她因〈Stuck with U〉和〈讓雨降臨〉共获得9项提名。后者是格兰德连续第三次获得最佳音乐录影带的提名。在该届奖项中，她赢得了四项大奖，其中包括〈讓雨降臨〉的年度最佳歌曲。
2020年10月30日，格兰德发布了她的第六张录音室专辑《性感到位》。该专辑在《公告牌》200强专辑榜上空降冠军，成为格兰德的第五张冠军专辑。专辑同名主打单曲于10月23日发布，空降《公告牌》百强单曲榜冠军，成为格兰德的第五首冠军单曲，并打破了多项纪录。这首歌曲让格兰德成为首位在《公告牌》百强单曲榜上拥有5首空降冠军单曲的艺人，也是第一位前五首冠军单曲全部空降的艺人。〈性感到位〉是格兰德2020年继〈Stuck with U〉和〈讓雨降臨〉之后第三首登顶的单曲，使她成为自德雷克以来首位在同一年内拥有三首冠军单曲的艺人，也是自蕾哈娜和凯蒂·佩里于2010年以来首位达成此成就的女艺人。
与专辑《性感到位》一同发布的歌曲〈34+35〉作为第二支单曲发行，于排行榜上达到第8位，成为格兰德的第18首前十单曲。格兰德在2021年1月15日发布了《34+35》的混音版，由美国说唱歌手Doja Cat和梅根尤物参与。这一混音版帮助歌曲达到了新的最高排位，位列排行榜第二位，成为自2001年克莉絲汀·阿奎萊拉、美雅、粉红佳人和莉儿·金的《Lady Marmalade》以来，由三位或更多女性独唱者合作的最高排名单曲。2021年2月19日，格兰德发布了《性感到位》的豪华版，其中包括了五首附赠的曲目。随后，〈POV〉作为专辑的第三支单曲被送往广播电台。这首歌曲在《公告牌》百强单曲榜上达到第27位，并进入主流电台前十，使格兰德成为首位在Pop Airplay前十同时拥有三首歌曲的艺人。2021年，格兰德被评为iHeartRadio电台该年度播放最多的艺人，听众达到26亿。
2020年11月13日，格兰德在Adult Swim音乐节上惊喜登场，与音乐人Thundercat合作表演他的歌曲〈Them Changes〉，这首歌曾被格兰德翻唱。格兰德还与珍妮佛·哈德遜合作，在瑪麗亞·凱莉的2010年圣诞歌曲〈Oh Santa!〉上推出了混音版。这首歌曲作为《Mariah Carey's Magical Christmas Special》的一部分，于2020年12月4日发布。2020年12月21日，格兰德在Netflix独家发布了她的甜到翻世界巡回演唱会电影《Excuse Me, I Love You》。
2021年4月，格兰德与威肯合作推出了歌曲〈不再落泪〉的混音版本。该混音版本登上了《告示牌》百大單曲榜和Canadian Hot 100榜首，成为两位艺人在这两个榜单上的第六支冠军单曲。她与保罗·麦卡特尼成为唯一在百大單曲榜上拥有三支冠军合作单曲的艺人。该混音版本在榜单上停留了69周，成为有史以来最长停留时间的十大歌曲之一。它还在Billboard year-end Hot 100 chart of 2021中排名第二。5月，格兰德与威肯在2021年iHeartRadio音乐奖上共同演唱了〈不再落泪〉。
2023年2月24日，随着威肯2016年歌曲〈为你献身〉重新获得广泛关注和病毒传播，歌曲与格兰德合作的混音版本发布。这次合作标志着两位艺人的第4次合作。歌曲的混音版登上了《告示牌》百大單曲榜榜首，成为两位艺人的第7支冠军单曲。根据國際唱片業協會的数据，这首歌曲是2023年全球第4畅销的单曲6月，格兰德参与了Doja Cat第三张录音室专辑《蜜桃星球》中的歌曲〈I Don't Do Drugs〉。她作为歌曲的词曲作者和特邀艺人，凭借此曲获得了第64届格莱美奖年度专辑提名。2021年12月，格兰德出演了亞當·麥凱执导的电影《千萬別抬頭》，与莱昂纳多·迪卡普里奥、珍妮佛·勞倫斯与梅麗·史翠普共同演出。电影在Netflix上以超过1.52亿小时的观看总时间创下了历史新高。为了宣传电影，格兰德于2021年12月3日发布了与说唱歌手卡迪小子合作的歌曲〈Just Look Up〉在第27届评论家选择电影奖，格兰德获得了包括最佳電影原創歌曲和最佳整體演出在内的多项提名。在第28届美国演员工会奖，她亦收获了最佳电影集体表演提名。
2023年8月25日，格兰德发行了她首张录音室专辑的重制版《Yours Truly (Tenth Anniversary Edition)》。12月9日，格兰德与詹妮弗·哈德森在玛丽亚·凯莉在麦迪逊广场花园举办的Merry Christmas One and All!巡演上，意外现身演唱了〈Oh Santa!〉的混音版。

### 2024年：《永恆陽光》与《魔法壞女巫》
在2021年11月，格兰德宣布将在音乐剧《女巫前傳》即将推出的两部曲电影改编中饰演葛琳達。电影与辛西婭·艾利沃合作，第一部分《魔法壞女巫》计划于2024年11月27日上映。2024年3月10日，格兰德参加了第96屆奧斯卡金像獎，并颁发了最佳原创音乐奖和最佳原创歌曲奖。
2024年1月17日，格兰德宣布了她名为《永恆陽光》的第七张录音室专辑。专辑的主打单曲〈是的，然后呢？〉于2024年1月12日发布，并登顶了《告示牌》百大單曲榜。这首歌连续两周在《公告牌》Global 200和《公告牌》全球排除美国榜上排名第一。2月16日，专辑豪华版中包含玛丽亚·凯莉的〈是的，然后呢？〉混音版本发布。专辑于3月8日发行，在发行同时推出了第二支单曲〈當不成朋友（等待你的愛）〉。专辑和〈當不成朋友（等待你的愛）〉分别登顶了《公告牌》二百强专辑榜和百强单曲榜。为了宣传专辑，格兰德于2024年3月9日作为《週六夜現場》的音乐嘉宾亮相，首次现场表演了〈當不成朋友（等待你的愛）〉，并演唱了出自《永恆陽光》的〈對你不夠完美〉（Imperfect for You）。
2024年5月6日，格兰德在大都會藝術博物館慈善晚宴上表演。她以迪士尼1959年电影《睡美人》中的歌曲〈Once Upon A Dream〉开场，以配合安娜·温图尔服装中心的睡美人：时尚复苏（Sleeping Beauties: Reawakening Fashion）展览。格兰德演唱了她多张专辑中的歌曲，包括〈喜欢你〉、〈七枚鑽戒〉、〈那男孩屬於我〉、〈當不成朋友（等待你的愛）〉以及〈是的，然后呢？〉。最后，她与《女巫前傳》的合作演员艾瑞沃一同登台演唱了1998年电影《埃及王子》中的《只要你相信》。
2024年6月21日，格兰德发布了〈那男孩屬於我〉的混音版本，其中邀请了布兰蒂和莫妮卡合作。

## 艺术风格

### 音乐风格

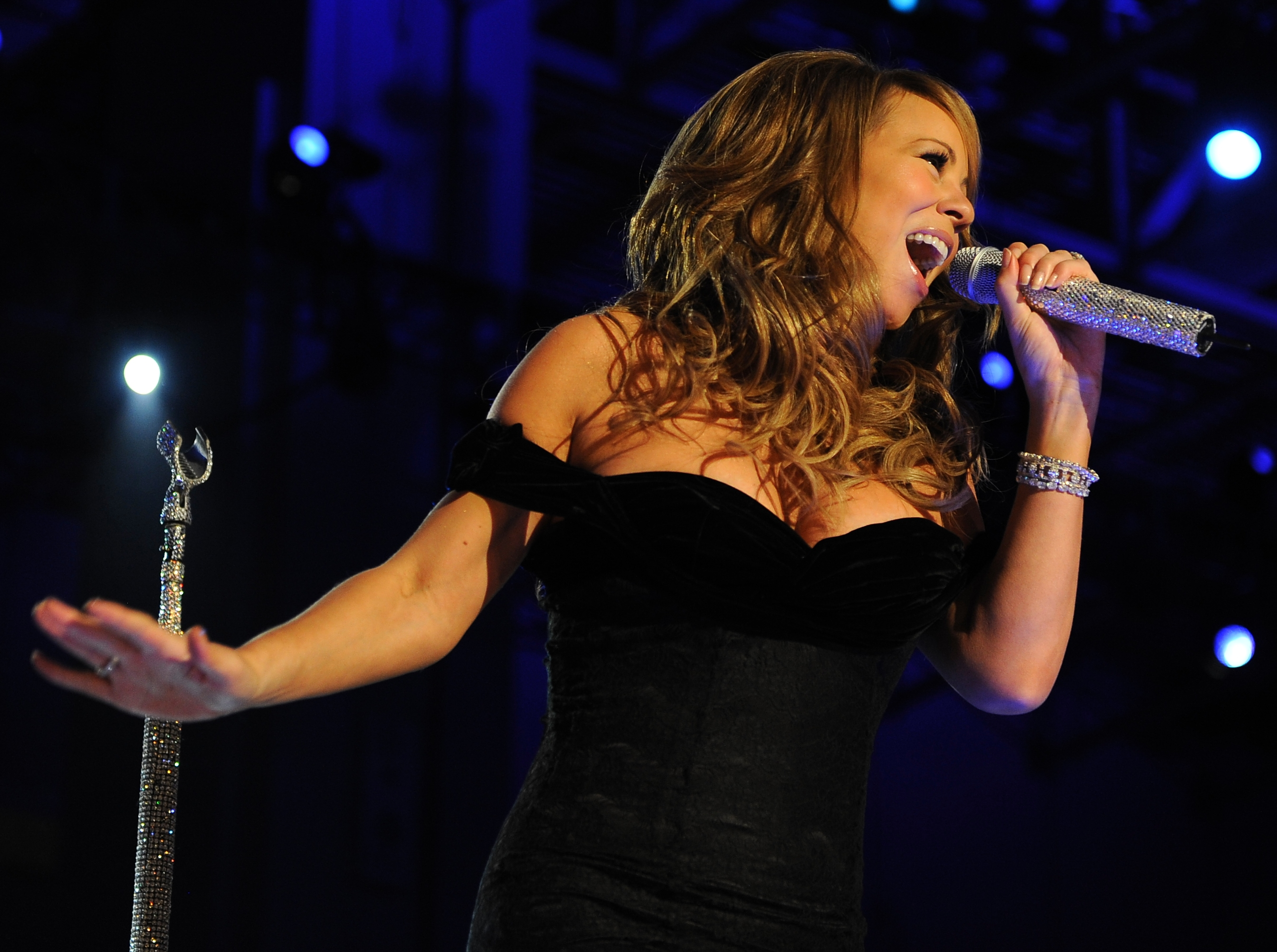
玛丽亚·凯莉对亞莉安娜影响很大。

亞莉安娜的歌曲主要属于流行和節奏藍調，且带有一些放克、舞曲和嘻哈等类型的元素。她是听着節奏藍調和90年代音乐长大的。其音乐起初定位的听众对象是青少年群体，这一点能够从朝气蓬勃的泡泡糖流行乐风格单曲《捧起你的心》中得以体现。首张专辑《挚爱》借鉴了许多90年代的音乐元素，在制作过程中也得到了90年代R&B音乐制作人娃娃脸的帮助。随后于2014年发售的专辑《我的所有》开始向電子舞曲 和電子流行的方向探索，被视为其风格的一次突破。
亞莉安娜提到自己小时候受到过古巴裔美国艺人格洛丽亚·埃斯特凡的影响。在亞莉安娜8岁那年，格洛丽亚·埃斯特凡在一艘游船上观看了她的节目表演后对她大加赞赏，亞莉安娜从那时开始便萌生了以后想进入音乐圈发展的梦想。她说惠特妮·休斯顿对她影响也很大，她是从小便在休斯顿的音乐的熏陶下长大的。休斯顿的音乐是她的无尽的灵感来源。亞莉安娜也说休斯顿是她走上歌唱之路的原因。她还说布兰蒂对她的影响也不小，特别是后者音乐中的"riffs"元素。
其他被她提及的影响过她的歌手还有麦当娜、天命真女、菲姬·杜默、克莉丝汀·阿奎莱拉、印蒂雅·艾瑞、伊莫珍·希普及艾米·怀恩豪斯。亞莉安娜也说过大肖恩是自己最喜欢的節奏藍調歌手。

### 声音特点
亞莉安娜拥有横跨4个八度抒情高音的音域。首张专辑《挚爱》于2013年发售后，许多评论家根据其声音特点，将其视作“小玛丽亚·凯莉”("mini Mariah Carey")或是“新玛丽亚·凯莉”("new Mariah Carey")。《告示板》杂志评论员Julianne Escobedo Shepherd在类比二者的同时，还补充说凯莉和亞莉安娜“都拥有一种其声音就像是会说话一般的才能”。Shepherd还说“相似点还不止这些...（但）格兰德的形象倒是独树一帜。她总以一副可爱、自在且时尚的装束亮相，还有些小女人味。”亞莉安娜本人则觉得别人拿自己和玛丽亚·凯莉作比较是对自己的“高度称赞”("huge compliment")和“祝福”("blessing")，还常说自己的作品风格主要是受到了玛丽亚·凯莉和惠特妮·休斯顿的影响。她在一次采访中曾表示：“我的意思是，这是一种极高的称赞。但如果你听过我整张专辑后，你就会明白玛丽亚的声音与我的声音还是存在诸多差异的。”

## 公众形象
2014年时，虽有评论指责她对待友迷的一些行为并不礼貌，但亞莉安娜表示那些只是传闻，而相关评论则是对她性格的一种“奇怪且并不恰当的描述”("weird, inaccurate depictions")。2015年，她在网上发文为女性在性观念方面所遭受的歧视而鸣不平，认为女人也是普普通通的人，有权和男人一样自由更换恋人而不必被戴上生活放荡的帽子。亞莉安娜的朋友泰勒絲和席琳娜‧戈梅茲等人的集中呼吁在Twitter上成了一时间热议的话题。
2015年7月，网上流传出一段監視錄影片段，内容显示格蘭德在一家糕点店故意擅自舔尝了一些待售且没有包装的甜甜圈，而且还说了“我讨厌美国人，我讨厌美国”("I hate Americans. I hate America.")一类的话。這支影片在網路上引起軒然大波。许多網友們認為比起那句“我讨厌美國人”，亞莉安娜舔甜甜圈的行為更噁心。因为在她舔过以后，買到那些甜甜圈的人就要吃到她的口水。激起公众的反对后，她回应称自己其实“为自己是美国人而極其自豪”("extremely proud to be an American")，并为自己的不对行为和言语不当道歉。還有，她常在IG和其他地方舉中指。她随后又上传了道歉的影片，说自己在观看完錄影影像之後，对自己的所作所为感到“變態”。

## 个人生活

### 健康問題和個人信仰
格蘭德表示她低血糖。她還說她在2017年曼徹斯特競技場爆炸後患有創傷後應激障礙（PTSD）和焦慮症。她在社交媒體上評論說，由於焦慮，她幾乎退出了2018年播出的《非常邪惡的萬聖節》中的表演。格蘭德還表示，她已經接受治療已有十多年了，她的父母離婚後不久就去看了一位精神衛生專業人士。亞莉安娜是素食者，但對番茄過敏，於甜到翻巡迴演唱會期間因不知道自己对番茄過敏導致皮膚紅腫發炎。
亞莉安娜喜愛動物，曾經擁有12隻狗。目前有9隻狗；可可，圖盧茲，肉桂，施特勞斯，拉斐特，皮諾利，邁倫，斯內普和莉莉，並養有一隻迷你小豬。
为饰演《胜利之歌》里的红发女孩卡特，长期染发的亞莉安娜常受髮质不良和脱发的困扰，她常留马尾发型也是为掩饰髮质问题的不得已选择。她与多次合作过的演员詹妮特·麦柯迪是同一天出生的。
她本来信仰天主教，但后来在教宗本笃十六世在任期间退教。因为本笃十六世认为同性恋和成为职业女性都是宗教性质的罪过，而亞莉安娜并不认同这一点，并对这种理念颇感失望。亞莉安娜的哥哥弗兰基·格兰德就是一名同性恋。亞莉安娜说：“当教宗说我所珍爱和信仰的一切都是错误时，我就失去了信仰。”她后来与哥哥弗兰基一起学习卡巴拉，相信“信仰的基石就是如果你对他人友善，好运就会到来”("the basis lies in the idea that if you’re kind to others, good things will happen to you")。

### 感情
从2008年起，亞莉安娜与《13》一剧的合演明星格雷厄姆·菲利普斯（Graham Phillips）交往了3年，2011年12月分手。之后又有传闻说她与其伴唱歌手约旦·维斯科米（Jordan Viscomi）拍拖过。她与澳洲YouTube团体Janoskians中的Jai Brooks交往过，关系从2012年8月开始，到2013年7月结束。从2013年9月直到2013年12月，她又与来自渴望乐团的内森·塞克斯交往过。2014年初，曾有传闻说格兰德与Jai Brooks恢复了恋爱关系。5月2日，这个消息得到了证实，一些八卦网站发布了他们接吻的照片。但3个月后，又传出他们再次分手的消息。2014年10月13日，也即在经过多家媒体两个多月的跟踪报道后，格兰德首次确认她已與節奏藍調歌手大肖恩相恋。相处八个月后，两人分手。2016年末，格兰德开始与之前合作过的歌手麥克·米勒交往。但在2018年與他分手。2018年5月，她開始與週六夜現場的喜劇演員皮特·戴維森交往，並一度訂婚，但因前男友麥克·米勒死訊傳出後，於2018年11月，兩人宣布分手。2020年5月，爱莉安娜在YouTube发布她和贾斯丁·比伯所合唱的《如胶似漆》里发现她和新的男友交往。新的男友为房地产商，Dalton Gomez。2020年12月21日，她在Instagram宣布订婚。2021年5月15日，兩人舉辦了一個小型的私人婚禮，並於5月26日在Instagram上發布婚禮現場的照片。
爱莉安娜曾卷入2014年8月名人照片泄露事件，但她否认与自己相关的照片的真实性。

## 公益事业
10岁时，亞莉安娜与南佛罗里达州组合“孩子们谁在意”("Kids Who Care")一同在某慈善募捐活动上献艺。该活动仅在07年就筹集了超过50万美元的慈善款项。2009年夏，作为南非百老汇的慈善组织成员，亞莉安娜登台表演，并与哥哥弗兰基一同教孩子们音乐和歌唱。格兰德也加盟了“Kleenex”组合筹办的“Shield Sneeze Swish”活动。
在看过电影《黑鲸》(Blackfish)后，她敦促友迷们不要继续出钱捧海洋世界(SeaWorld)的场。

## 影视作品
- 《发胶明星梦现场！（英语：Hairspray Live!）》（2016年）
- 《千萬別抬頭》（2021年）
- 《魔法壞女巫》（2024年）
- 《魔法壞女巫第二部分（英语：Wicked Part Two）》（2025年）

## 音乐作品
- 《挚爱》（2013年）
- 《我的全部》（2014年）
- 《危险尤物》（2016年）
- 《甜到翻》（2018年）
- 《謝謝，下一位》（2019年）
- 《性感到位》（2020年）
- 《永恆陽光》（2024年）

## 巡回演出
- 個人領銜
  - 真情歌現場演出（英语：The Listening Session）（2013）
  - 蜜月巡迴演唱會（2015）
  - 危險尤物巡迴演唱會（2017）
  - 甜到翻世界巡迴演唱會（2019）
- 暖场演出
  - 小賈斯汀 – 相信巡迴演唱會（2013）

## 荣誉
亞莉安娜获得过12次格莱美奖的候选提名並獲得2座，她得过的几个主要音乐奖项包括3个全美音樂獎（英語：American Music Award）,9个MTV视频音乐奖（英語：MTV Video Music Award）和2个MTV欧洲音乐奖（英語：MTV Europe Music Awards）。2014年，她获得了2014年度告示板新兴音乐女星奖（英語：Billboards Women in Music Award as a Rising Star）。在2015年格兰德获得了全美音樂獎（英語：American Music Awards）的最喜爱的女歌手奖。2019年，她獲得格莱美奖的兩項提名，分別為「最佳流行演唱專輯」（甜到翻）及「最佳流行歌手」（上帝是女人），最終拿下「最佳流行演唱專輯」的獎項，這也是她首次獲得葛萊美獎。2019年，她入圍9項告示牌音樂獎，並獲得「最佳女藝人」及「告示牌音樂獎排行榜成就獎」，是首次獲得告示牌音樂獎。
影视方面，她因所主演的《萨姆与卡特》一剧获得过尼克卡特频道儿童选择奖（英語：Nickelodeon Kids' Choice Award）之最佳女演员奖（英語：Best Actress）。
2021年第63屆葛萊美獎，格蘭德與女神卡卡以《讓雨降臨》共同獲得最佳流行團體 / 組合獎。